# Intel Mobile Pentium 4

Logo des Intel Pentium 4-M

Der Mobile Pentium 4 (oder Pentium 4 Mobile; die Bezeichnungen werden als Synonym verwendet) ist ein Notebookprozessor, der auf der NetBurst-Architektur des Pentium 4 basiert und 2003 zeitgleich mit der Einführung des Pentium M den Pentium 4-M (mit welchem er jedoch häufig verwechselt wird) abgelöst hat.

## Geschichte
Ursprünglich vertrieb Intel unter der Bezeichnung Pentium 4-M in den Jahren 2002–2003 einen stromsparendere Variante des Pentium 4 auf Basis des Northwood-Kerns. Dieser hatte gegenüber dem Desktop-Pentium 4 eine niedrigere V-Core-Spannung (1,3 statt 1,5 V) und Unterstützung für Intel SpeedStep, konnte daher zwischen zwei Geschwindigkeiten umschalten (der 1,8 GHz SL6CJ etwa auf 1,2 GHz) und beherrschte die Funktion Deep Sleep. Im Deep Sleep-Modus wird die Taktfrequenz der CPU noch weiter reduziert, und die Kernspannung wird weiter abgesenkt. Um zusätzlichen Strom zu sparen, werden im Deep Sleep-Modus bestimmte Teile der CPU auch komplett abgeschaltet, indem das Taktsignal (Clock-Signal) an diese Teile gestoppt wird. Dies bedeutet, dass diese Teile der CPU inaktiv sind und somit keinen Strom verbrauchen. Die Pentium 4-M liefen bei einem Frontsidebus von 400 MHz von 1,2 GHz bis 2,6 GHz.
Dennoch war die Verlustleistung gegenüber früherer Mobilprozessoren deutlich höher, was zu dickeren Geräten aufgrund des Kühlbedarfes führte. Um dem entgegenzuwirken, entwickelte Intel den Pentium M, der auf der Architektur des Pentium III basierte. Er wurde in einem 130-nm-Prozess gefertigt und übernahm einige der guten Ideen vom Pentium 4, wie den höheren Frontside-Bus und die verbesserte Sprungvorhersage, kombinierte sie jedoch, wie gesagt, mit einem Pentium III-Kern, der mit einer deutlich kürzeren Sprungvorhersage-Pipeline und nun mit einer großen Menge an Cache aufwartete.
Dadurch bedingt, gab es keinen weiteren Bedarf, den Pentium 4-M weiterzuentwickeln und zu vermarkten, denn er wurde im Bereich der stromsparenden Geräte mit langer Laufzeit durch den Pentium M abgelöst. Zeitgleich wollte Intel jedoch der Konkurrenz nicht den Markt der so genannten Desktopreplacements (Notebooks mit Desktopprozessoren, die deutlich schwerer sind und wo Performance weit über Laufzeit steht) überlassen.
Deshalb nahmen sie den damals leistungsstärkeren Pentium 4 für Desktops und spendierten diesem Intel Enhanced SpeedStep (EIST) sowie Deeper Sleep (ist eine erweiterte Energiesparstufe, die noch tiefer geht als Deep Sleep und somit noch mehr Energie spart, aber auch eine längere Aufwachzeit erfordert) und brachten diese Prozessoren als Mobile Pentium 4 auf den Markt. EIST erlaubt es, dass ein Prozessor nicht nur zwischen zwei Geschwindigkeiten, sondern zwischen weitaus mehr Stufen, schalten kann. Diese waren damit zwar effizienter als ihre Desktop-Gegenstücke, jedoch ging der Leistungssprung auf Kosten der Verlustleistung (teilweise das doppelte bei gleicher Geschwindigkeit) gegenüber dem Pentium 4-M. Später wurden diesen auch Unterstützung für Hyper-Threading hinzugefügt. Die Mobile Pentium 4 hatte einen Frontsidebus von 533 MHz und Geschwindigkeiten von 2,4 GHz bis 3,46 GHz.
Wegen der relativ hohen Verlustleistung der Pentium 4-Reihe wurden diese und auch die Mobile Pentium 4-Reihe, ja die gesamte NetBurst-Architektur, verworfen und durch die Intel Core-Mikroachitektur, auf Basis des Pentium M, abgelöst. Heute sind EIST, Deep Sleep und Deeper Sleep auch in Desktop-Prozessoren Standardausstattung.

## Modelldaten
Siehe auch Liste der Intel-Pentium-4-Mikroprozessoren.

### Pentium 4 M (Northwood)
- L1-Cache: 8 KiB (Daten) plus 12.000 µOps (Instruktionen)
- L2-Cache: 512 KiB mit Prozessortakt
- MMX, SSE, SSE2
- Sockel 478, AGTL+ mit 100 MHz Front Side Bus (quadpumped, FSB400)
- Kernspannung (VCore): 1,3 V
- Verlustleistung (TDP): 35 W
- Erscheinungsdatum: 4. März 2002
- Fertigungstechnik: 130 nm
- Die-Größe: 146 mm² / 131 mm² bei 55,0 Millionen Transistoren
- Taktraten: 1,4–2,6 GHz (100-MHz-Schritte)

### Pentium 4 (Northwood)
- L1-Cache: 8 KiB (Daten) plus 12.000 µOps (Instruktionen)
- L2-Cache: 512 KiB mit Prozessortakt
- MMX, SSE, SSE2, teilweise Hyper-Threading
- Sockel 478, AGTL+ mit 133 MHz Front Side Bus (quadpumped, FSB533)
- Kernspannung (VCore): 1,5 V
- Verlustleistung (TDP): 76 W
- Erscheinungsdatum: 12. Juni 2003
- Fertigungstechnik: 130 nm
- Die-Größe: 146 mm² / 131 mm² bei 55,0 Millionen Transistoren
- Taktraten: 2,40–3,33 GHz
  - Ohne Hyper-Threading: 2400, 2660, 2800 und 3066 MHz
  - Mit Hyper-Threading: 2660, 2800, 3066, 3200 und 3330 MHz

### Mobile Pentium 4 (Prescott)

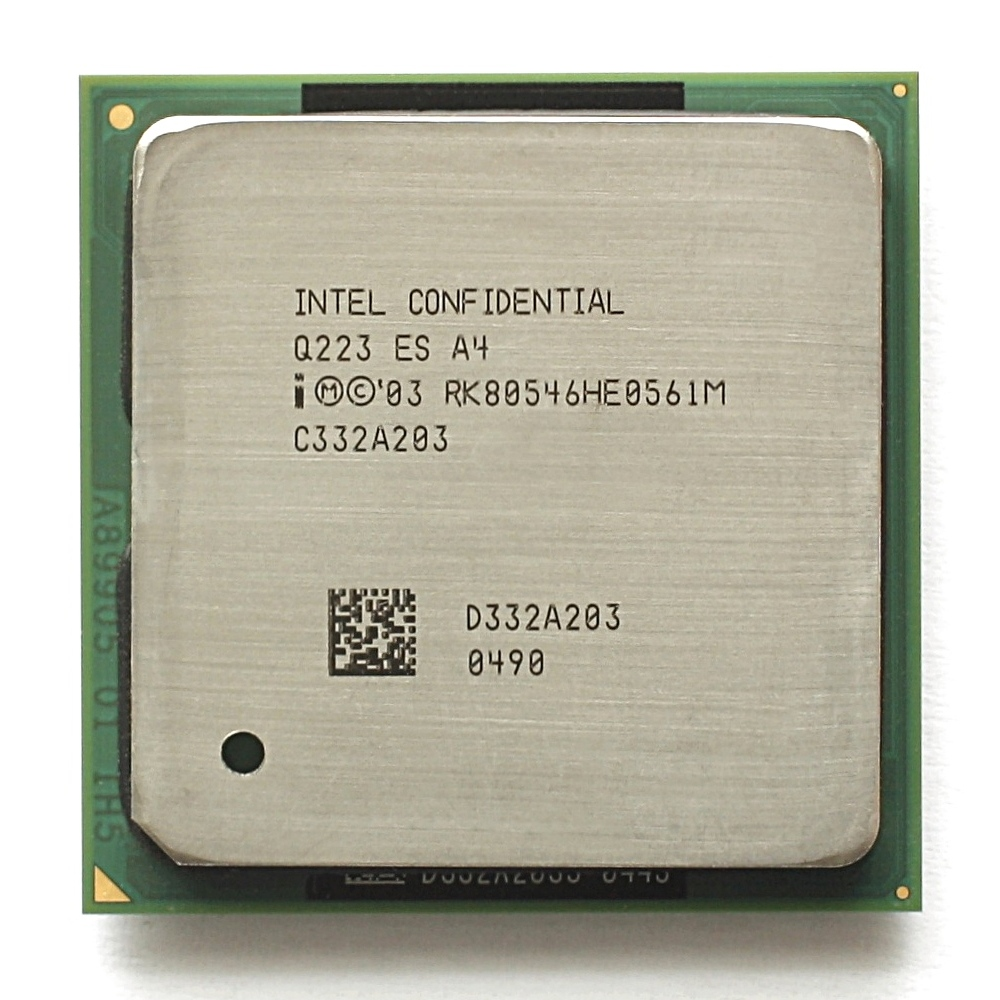
Mobile Pentium 4 (Prescott, sSpec: Q223)

- L1-Cache: 16 KiB (Daten) plus 16.000 µOps (Instruktionen)
- L2-Cache: 1024 KiB mit Prozessortakt
- MMX, SSE, SSE2, SSE3, EM64T, Execute-Disable-Bit, Hyper-Threading, Enhanced SpeedStep
- LGA775, Sockel 478 AGTL+ mit 133 MHz Front Side Bus (quadpumped, FSB533)
- Kernspannung (VCore): 1,116 V
- Verlustleistung (TDP): 88 W
- Erscheinungsdatum: Juni 2004
- Fertigungstechnik: 90 nm
- Die-Größe: 112 mm² bei 125,0 Millionen Transistoren
- Taktraten: 2,80–3,46 GHz
- Modellnummern:
  - 518: 2,80 GHz
  - 532: 3,06 GHz
  - 538: 3,20 GHz
  - 548: 3,33 GHz
  - 552: 3,46 GHz